# Al-Magar

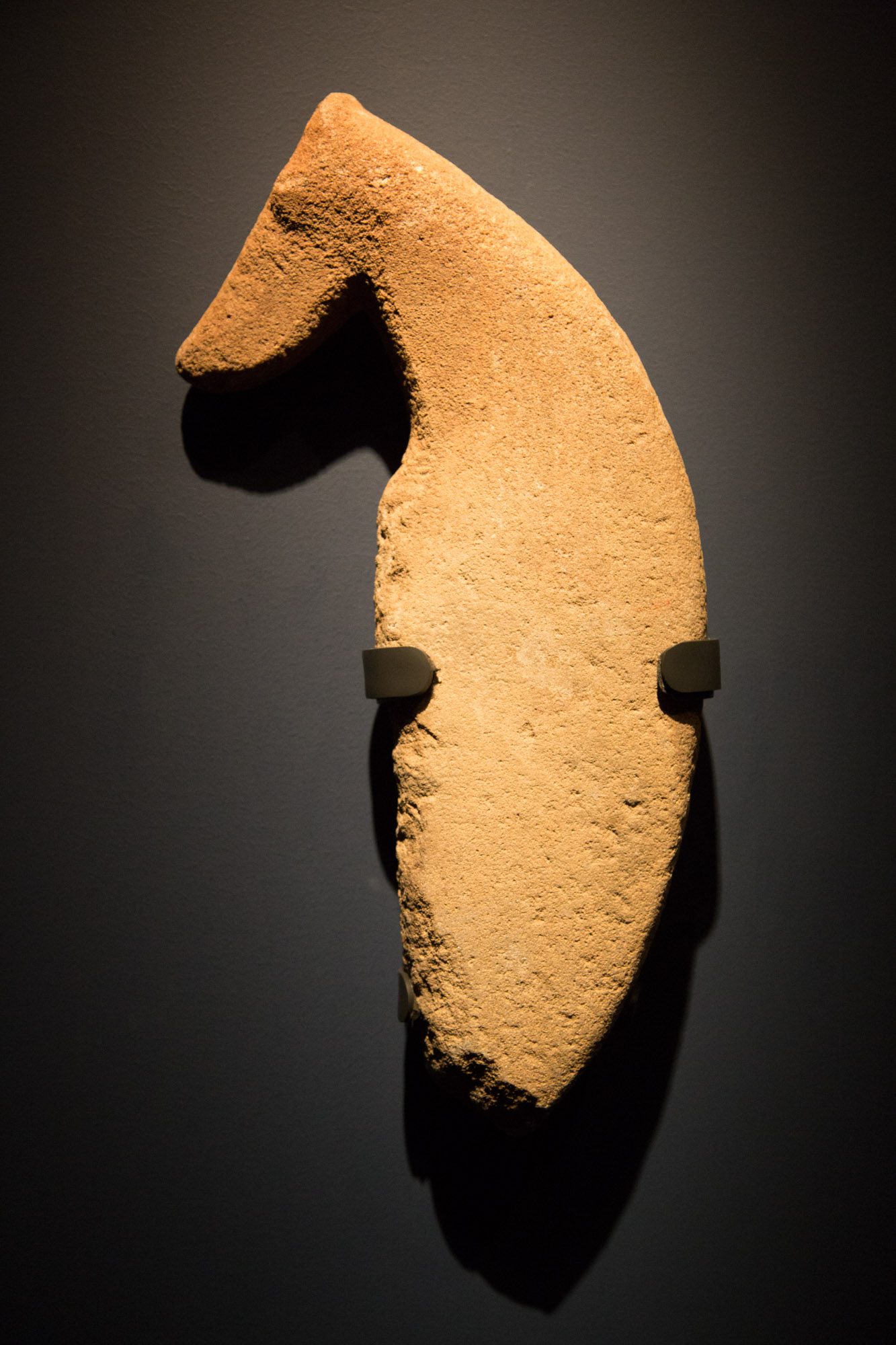
Artefact

Al-Magar est une culture préhistorique du néolithique dont l'épicentre se trouve dans le sud-ouest du Nejd, en Arabie saoudite. Al-Magar est présenté comme l'une des premières cultures au monde où la domestication généralisée des animaux a eu lieu, en particulier celle du cheval, pendant la période néolithique.

## Aperçu
Les habitants d'Al-Magar étaient l'une des premières communautés au monde à pratiquer l'art de l'agriculture et de l'élevage, avant que les changements climatiques dans la région n'entraînent la désertification. Ils vivent dans des maisons en pierre construites avec de la maçonnerie sèche. La découverte d'une très grande statue d'un cheval décrit comme bridé est interprétée comme preuve de la domestication des chevaux il y a environ 9 000 ans, dans la péninsule arabique, bien avant que la domestication du cheval n'ait été découverte dans une autre partie du monde . La datation au carbone 14 des objets découverts indique un âge d'environ 9 000 ans.
En novembre 2017, des scènes de chasse montrant des images de chiens domestiques probables, ressemblant au chien de Canaan, ont été découvertes à Shuwaymis, en Arabie saoudite. Datées de 8 000 ans avant le présent, ce sont les premières représentations connues de chiens au monde.